# آراتا کینجو
آراتا کینجو (انگلیسی: Arata Kinjo) کاراته کا ژاپنی است. وی در مسابقات کاراته قهرمانی جهان در مسابقات کاتای تیمی مردان، در کنار ریو کیونا و تاکویا اومورا، دو بار مدال طلای مسابقات را از آن خود کرده‌است. وی همچنین چهار بار در همین دسته در مسابقات کاراته قهرمانی آسیا برنده مدال طلا شده‌است.

## دستاوردها
| سال  | رقابت                | محل              | رتبه بندی | رویداد     |
| ---- | -------------------- | ---------------- | --------- | ---------- |
| ۲۰۱۵ | مسابقات قهرمانی آسیا | یوکوهاما، ژاپن   | یکم       | کاتای تیمی |
| ۲۰۱۶ | قهرمانی جهان         | لینز، اتریش      | یکم       | کاتای تیمی |
| ۲۰۱۷ | مسابقات قهرمانی آسیا | آستانه، قزاقستان | یکم       | کاتای تیمی |
| ۲۰۱۸ | مسابقات قهرمانی آسیا | عمان، اردن       | یکم       | کاتای تیمی |
| ۲۰۱۸ | قهرمانی جهان         | مادرید، اسپانیا  | یکم       | کاتای تیمی |
| ۲۰۱۹ | مسابقات قهرمانی آسیا | تاشکند، ازبکستان | یکم       | کاتای تیمی |